# グラナダ (ニカラグア)
グラナダ（Granada）は、ニカラグア共和国西部グラナダ県の都市で、同県の県都。人口は13万3086人（2021年）。グラナダはニカラグアの歴史上、政治的、経済的に最も重要な街である。ニカラグア湖の北西岸に位置し、1524年12月8日、フランシスコ・エルナンデス・デ・コルドバによって創設された。街にはスペイン植民地時代の面影が残っている。

## 歴史
エルナンデス・デ・コルドバにより、スペインの都市グラナダにちなんで名づけられた。この命名は、以前はスペインに所属していた本国グラナダの最後のムーア人の砦が、カトリック王とスペイン女王によって征服されたのを称えたものであった。歴史的にグラナダはグアテマラのアンティグアと姉妹都市である。植民地時代、グラナダはニカラグア湖やサン・フアン川を通じて大西洋へ至る港として、商業的な繁栄を続けた。
町は、ニカラグアの支配権を得ようとするイギリス、フランス、オランダの海賊との戦闘や侵略に遭い、被害を受けた。
アメリカ人傭兵のウィリアム・ウォーカーが居住地を占拠し、支配者として中部アメリカの支配権を得ようとした。ウォーカー軍の将軍の一人が町から退去する際に火を放ち、それまであった町の大部分が焼きつくされてしまった。
長い間、グラナダはニカラグアの主要都市としてレオンと主導権を争った。グラナダは保守層に人気があり、一方レオンはリベラル派に人気があった。1800年代、2つの都市の妥協位置として、最終的に中間地点のマナグアがニカラグアの首都として創設された。